# ارمنستان در ۲۰۰۸
لیست زیر رویدادهایی است که در طی سال ۲۰۰۸ (میلادی) در ارمنستان اتفاق افتاده است.

## صاحب منصبان
- رئیس‌جمهور: روبرت کوچاریانسرژ سارگسیان
- نخست‌وزیر: سرژ سارگسیانتیگران سارگسیان

## درگذشتگان
- ۲۰ اوت: سرگئی مرگلیان، ۸۰, ریاضیدان
- ۱۰ سپتامبر: یوری اوسیپیان، ۷۷,  فیزیک‌دان

- هویک آزویان
- ایگور آپاسیان
- یغیشه آساطریان
- کارن آسریان
- جان باسماجیان
- یوری بارسقوف
- نینل دالاکیان
- زورایر خالاپیان
- ویلی کازاسیان
- سیروارد گالباگیان گارامانوک
- وارازدات هاروتیونیان
- پاریس هرونی
- بئاتریس اوهانسیان
- سرگئی مرگلیان
- واهاگن موسیسیان
- آرپنیک چارنتس
- کارن سمباتیان
- کنان پارس
- یوری اوسیپیان
- سیران هوسپیان
- نیکول فریدنی